# Beverly Hilton

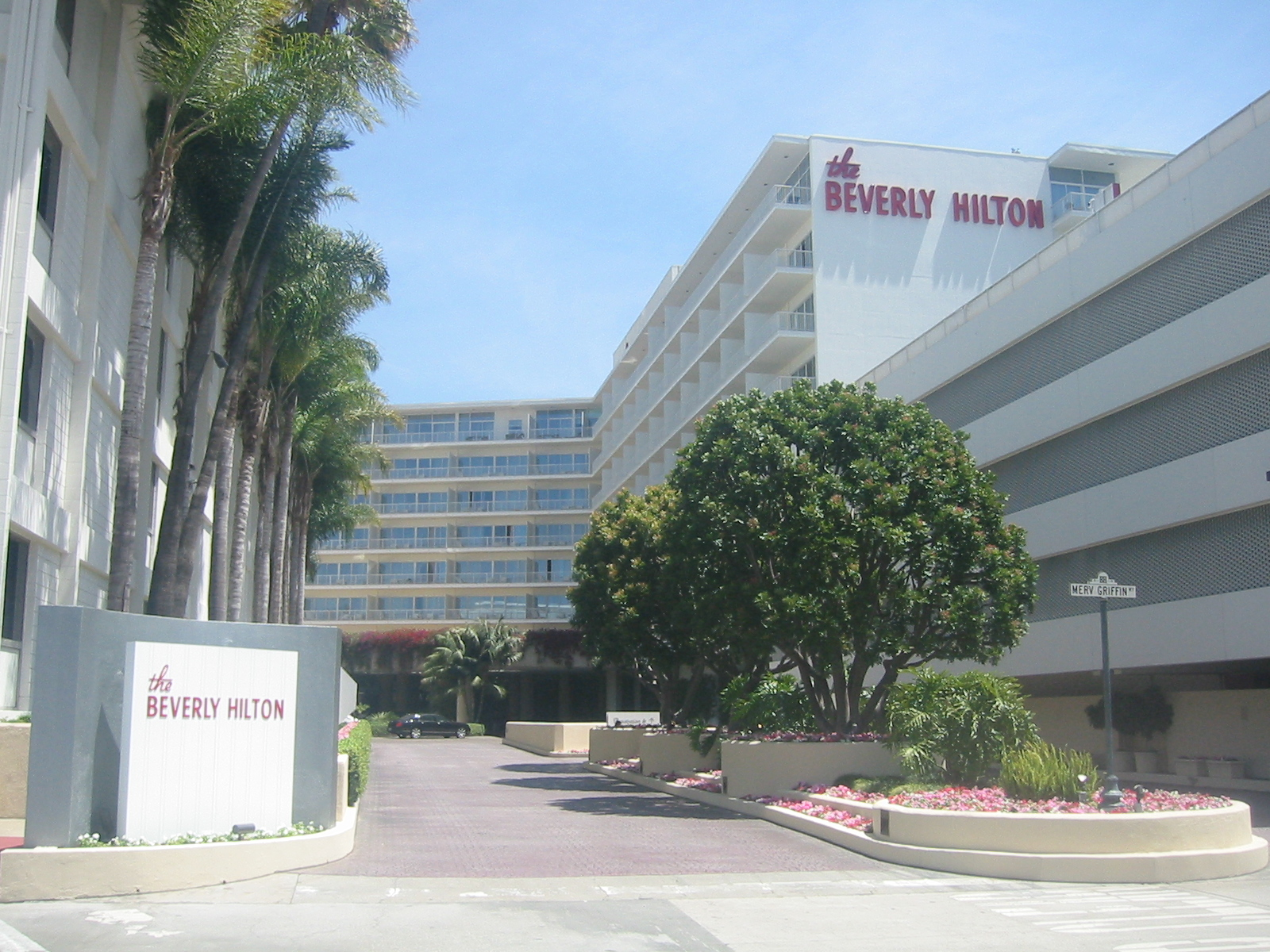
Lối vào khách sạn Beverly Hilton

Beverly Hilton là tên 1 khách sạn có khuôn viên vào khoảng 3,6 ha tọa lạc tại điểm giao nhau của đại lộ Wilshere và Santa Monica ở Beverly Hills, California. Khách sạn Beverly Hilton là địa điểm tổ chức rất nhiều lễ trao giải, sự kiện từ thiện, triển lãm nghệ thuật và được biết đến nhiều nhất là nơi trao giải Quả Cầu Vàng.
Vào ngày 11 tháng 2 năm 2012 thi thể của nữ danh ca lừng danh Whitney Houston đã được tìm thấy trong bồn tắm của khách sạn. Cái chết của cô đã gây chấn động toàn cầu bởi vì cô chỉ chết trước lễ trao giải Grammy đúng một ngày. Nguyên nhân cái chết của cô được xác định là do vi phạm nghiêm trọng trong toa thuốc được kê đơn

## Các sự kiện ở đây
- Giải quả cầu vàng kể từ 1961
- Bữa tiệc Clive Davis Pre-Grammy
- Nơi huyền thoại nhạc Pop Whitney Houston qua đời vào ngày 11 tháng 2 năm 2012.